# Severin Norički
Severin je bio kršćanski misionar i svetac. Spomendan mu je 8. siječnja. Prozvan je i „Apostolom Norika”.

## Životopis
O njegovom se podrijetlu ne zna puno. Prema jednoj teoriji bio je podrijetlom Rimljanin. Nastanio se blizu grada Asturisa. Često je znao opominjati stanovnike u gradu opominjao na molitvu i post jer da gradu inače prijeti propast. Nakon što je grad uništen, odlazi u grad Kumanis. Tamo je jednako opominjao ljude te se grad spasio od uništenja. Jednako je kasnije poticao narod Beča.
Umro je 482. godine u samostanu kod Beča kojega je osnovao.

## Štovanje
Tijelo mu je 488. preneseno u Italiju te je po naredbi pape Gelazija I. sahranjeno nedaleko od Napulja, a zatim u samostanu koji je prozvan po njemu.
Spomendan mu je 8. siječnja.

### Knjige
- Lach, Maksimilijan. 1939. Životi svetaca za svaki dan u siječnju. 1. Hrvatsko književno društvo sv. Jeronima u Zagrebu. Zagreb.
- Iveković, Francisko. 1892. Životi svetaca i svetica Božjih: Siječanj, veljača, ožujak. Dijel 1. 2. izdanje. Hrvatsko katoličko tiskovno društvo. Zagreb.
- Koledar svih svetaca i svetica božjih ili životi svetaca za sve dneve godišta i sve godišnje svetkovine pomične i nepomične i potpuni privod rimskoga martirologija. Narodna tiskara. Split. 1838

## Vanjske poveznice
Ostali projekti
|  | Zajednički poslužitelj ima još gradiva o temi Severin Norički |